# Sterilgarda TT Castel Goffredo
Sterilgada TT Castel Goffredo is een Italiaanse tafeltennisclub uit Castel Goffredo die in 1977 werd opgericht door de zelf spelende priester Don Giuseppe. Het werd zowel bij de mannen als bij de vrouwen meervoudig landskampioen, terwijl het vrouwenteam in 2005/06 en 2006/07 tevens twee keer achter elkaar de European Champions League won. Sterilgada heeft daarmee de omvangrijkste erelijst in het Italiaanse tafeltennis.

## Europa Cup I
De vrouwen van Sterilgada bereikten in het seizoen 2002/03 voor het eerst in de clubhistorie de finale van de Europa Cup 1, toen nog de European Club Cup of Champions geheten. Het was daarmee de tweede club in de geschiedenis van het Italiaanse tafeltennis die zich voor een dergelijke eindstrijd plaatste, nadat het mannenteam van Libertas Alfaterna het in de finales van zowel 1997 als 1998 aflegde tegen Borussia Düsseldorf. Ook Sterilgada moest in haar eerste Europa Cup I-eindstrijd buigen voor een Duits team, in de vorm van FSV Kroppach.

Waar de mannen van Alfaterna ook hun tweede poging op niets zagen uitlopen, daar waren de vrouwen van Sterilgada in 2005/06 wel succesvol. De European Club Cup of Champions was dat jaar net opgevolgd door de European Champions League en Müllermilch Langweid bleek ditmaal een wel te kloppen opponent in de finale. Een jaar later verdedigden de Italiaansen hun titel succesvol in een finale tegen het Nederlandse MF Services/Fürst.
In navolging van de vrouwen debuteerde het mannenteam van de Italiaanse club in het seizoen 2007/08 in de European Champions League.

## Erelijst
Vrouwen:
- Winnaar European Champions League 2006 en 2007
- Verliezend finalist European Club Cup of Champions 2003
- Italiaans landskampioen 1996, 1997, 1998, 1999, 2000, 2002, 2003, 2004, 2005, 2006, 2007 en 2008

Mannen:
- Italiaans landskampioen 2002 en 2003

## Selectiespelers
Onder meer de volgende spelers speelden minimaal één wedstrijd voor het vertegenwoordigende team van Sterilgada TT Castel Goffredo:
Vrouwen:
| - Laura Negrisoli - Nikoleta Stefanova - Mihaela Şteff | - Wenling Tan-Monfardini - Niu Yang |

Mannen:
| - Mihai Bobocica - Guo Jinhao - Yang Min | - João Monteiro - Leonardo Mutti - Damiano Seretti |